# Hyundai Assan Otomotiv

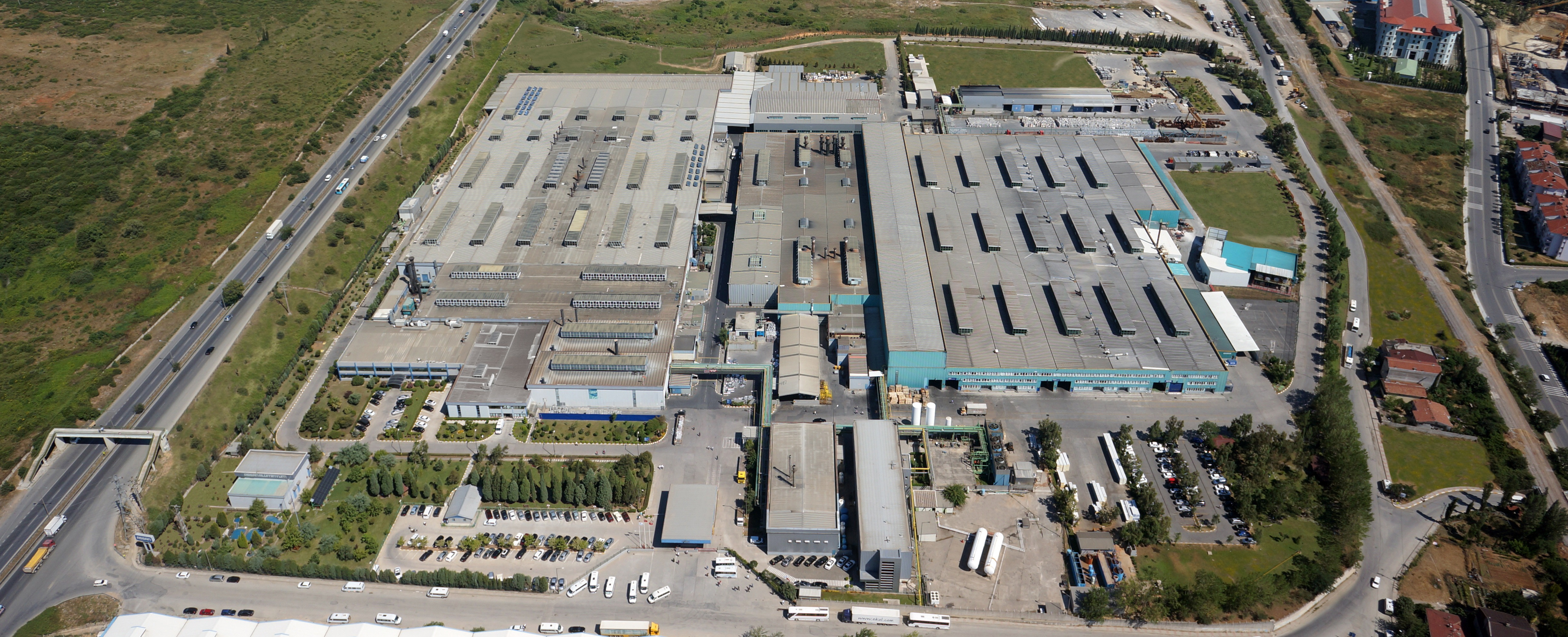
Hyundai Assan Otomotiv

Hyundai Assan Otomotiv Sanayi ve Ticaret A.Ş. ist ein Nutzfahrzeug- und Automobilhersteller mit Sitz in İzmit (Türkei). Es handelt sich um ein Joint Venture zwischen der südkoreanischen Hyundai Motor Company (50 %) und der türkischen Kibar Holding (50 %).

## Geschichte
Das im Jahr 1997 eröffnete Werk war für Hyundai das erste Werk in Übersee.
Von 2002 bis 2006 konnte die Produktion auf rund 60.000 Exemplare mehr als verfünffacht werden. Bis 2014 wurde eine Million Fahrzeuge produziert. Im Jahr 2016 wurden 229.089 Einheiten hergestellt.
Mehr als 90 Prozent der Fahrzeuge werden exportiert.

## Modelle
Zu den frühen Modellen, das bereits exportiert wurde, gehörte der Hyundai Starex. Hergestellt werden die Modelle i10 (seit 2013) und i20 (seit 2010).